# Golden Hour (케이시 머스그레이브스의 음반)
《Golden Hour》(골든 아워)는 케이시 머스그레이브스의 네 번째 정규 음반으로, 2018년에 발매되었다. 제52회 그래미 어워드 올해의 앨범상 수상 음반이다.

## 평가
| 전문가 평가                | 전문가 평가 |
| 총 점수                    | 총 점수     |
| 출처                       | 점수        |
| -------------------------- | ----------- |
| AnyDecentMusic?            | 8.1/10      |
| 메타크리틱                 | 89/100      |
| 평가 점수                  |             |
| 출처                       | 점수        |
| 가디언                     | [ 3 ]       |
| 롤링 스톤                  | [ 4 ]       |
| 바이스 (엑스퍼트 위트니스) | B+          |
| 시카고 트리뷴              | [ 6 ]       |
| 언컷                       | 7/10        |
| 올뮤직                     | [ 8 ]       |
| 인디펜던트                 | [ 9 ]       |
| 컨시퀀스                   | A−          |
| 타임스                     | [ 11 ]      |
| 피치포크                   | 8.7/10      |

“Golden Hour”는 음악 평단으로부터 극찬을 받았다. 리뷰 애그리게이터 웹사이트 메타크리틱에서는 총 17개의 리뷰를 통하여 100점 만점에 평균 89점이 나왔으며, AnyDecentMusic?에서는 10점 중 8.1점이 매겨졌다.
가디언과 인디펜던트는 대세와 연관지어 음반을 평론하며 만점인 별 다섯 개를 주었다. 알렉시스 페트리디스는 "영향력을 가진 이상향보다는 작가가 주류에 포함된 세상을 상상하는 음반"이라고 묘사하였고, 로신 오코너는 다른 유명한 음악가들의 암울함과 우울함을 비교해 "올바른 곳을 찾는다면 인생은 아름다워진다는 것을 일깨워준다. 머스그레이브스가 어떤 것에서든 아름다움을 찾을 수 있을 것 같은 느낌이 든다"고 극찬하였다. 올뮤직의 스티븐 토마스 얼와인은 음반 내에서 익숙함을 들게 하는 장면으로 하여금 초현실적인 감각을 느끼게 하는 머스그레이브스의 새로운 미학이 고조된 감정을 느끼게 한다고 이야기하였다. 컨시퀀스에 리뷰를 쓴 케이리 휴스는 “Golden Hour”를 "대담한 예술가의 변함없고 자신감 넘치는 작품"이며, 노래가 끝난 후에도 "마음과 가슴에 오래 남을 솔직하고, 응집력 있는 음악적인 경험을 더해준다"고 글을 마무리하였다. 피치포크의 샘 소돔스키는 신비롭고 웅장하며 "케이시 머스그레이브스가 마치 세상을 가장 먼저 알아차린 사람처럼 간단하게 노래하면서 자석처럼 끌어당기는 효과를 만들어낸다. 그리고 그런 그녀가 처음으로 말을 해주는 사람이 당신이다"라고 표현하였다.
로버트 크리스트가우는 바이스에 쓴 리뷰에서 B+를 주며 타시안과 피척의 참여로 인하여 머스그레이브스의 소프라노와 긍정적인 분위기를 섬세하게 보완해준다고 하였으며, 타임스 윌 호지킨슨은 "솔직함과 유머로 미국의 노동자 계층 사람들의 생활을 사로잡는 컨트리의 전통을 따르고 있다"고 언급하면서 별 네 개를 주었다. 이브닝 스탠더드의 엘리자베스 오브리도 네 개의 별로 평하며 "영국에서 순수한 컨트리만을 지향하는 사람들과 현대의 얼터너티브 아메리카나를 좋아하는 사람들에게 모두 어필할 수 있는 음반"이라고 호평하였다. 시카고 트리뷴의 그레그 콧은 별 네 개 중 세 개를 주었고, 머스그레이브스에 대해 "자신이 가지고 있던 컨트리를 묵살하는 것이 아니라 편안하고 너그러운 분위기의 노래의 팝 음반을 만들었다"고 얘기했다. 롤링 스톤에 리뷰를 쓴 윌 허메스는 같은 날에 음반을 발매한 애슐리 맥브라이드의 “Girl Going Nowhere”와 함께 리뷰하여 별 네 개를 주었다. "윌리와 웨일런이 1970년대에 망친 컨트리를 가장 창의적인 영역으로 만드는 르네상스의 원동력"이라고 언급한 윌은 “Golden Hour”를 "멋진 라바 램프의 사운드트랙으로, 만약 컨트리라는 음악 장르가 존경과 개척 정신을 가진 미국의 음악 전통을 가지고 있다면, 이 음반이 바로 그 컨트리라고 할 수 있다"라고 이야기하였다. 롭 휴스는 언컷에서 전작 “Pageant Material”이나 “Sam Trailer Different Park”와는 전혀 다른, "달곰쌉쌀한 컨트리가 깔려 푹신한 소피스티팝으로 생기는 황홀함"이라고 묘사하였다.
보스턴 글로브의 테런스 콜리는 "행복에 찬 사랑 노래들로 한 걸음 옆으로 내딛는다"고 말하며 "재능이 없는 작곡가의 손을 거치며 지루해질 수는 있겠지만, 노래를 듣는 사람들을 몽상으로 끌어들이는 것은 절대 실패하지 않을 것이다"고 리뷰를 마무리지었다. 스핀은 “Golden Hour”를 스핀 에센셜로 선정하였으며, 리뷰어 캐서린 세인트 아사프는 보수적인 컨트리 업계를 언급하면서 "고전주의자는 아니지만, 이것은 명작이 될 것이다"라고 극찬하였다. 버라이어티의 크리스 윌맨은 머스그레이브스의 팬이라면 처음 들었을 때 실망할 수도 있지만, 두 세 번 듣게 되면 좋게 들릴 것이라고 이야기하였으며, 로스앤젤레스 타임스의 미카엘 우드는 "이 음반은 그녀가 처음 나타났던 때보다 훨씬 더 똑똑해졌다는 것을 암시한다"고 평가하였다. 오스틴 크로니클은 별 네 개로 평가하며 "정통 컨트리를 좋아하는 사람들은 동의하지 않겠지만, 만약 누군가가 이 작품을 머스그레이브스의 크로스오버 작품이라고 생각한다면, 그 주장을 인정해야 할 것"이라고 다른 장르와의 융합을 호평하였다.

### 수상 및 순위
2018년 11월 14일에 개최된 제52회 컨트리 음악 협회상에서는 올해의 음반상을 수상하였다. 이듬해 2월에 열린 제61회 그래미 어워드에서는 올해의 음반과 최우수 컨트리 음반에 올랐으며, 두 부문 모두 수상에 성공하였다. 머스그레이브스는 2010년 테일러 스위프트의 “Fearless” 수상 이후 처음으로 올해의 음반을 수상한 컨트리 음악가가 되었다. 같은 해 4월에 열린 제54회 아카데미 오브 컨트리 뮤직 어워드에서도 올해의 음반상을 수상하였다.
“Golden Hour”는 메타크리틱에서 점수를 매긴 2018년 음반 중 네 번째로 점수가 높은 음반이 되었고, 음악 평론가의 순위를 모아 합산한 순위에서는 98.5점으로 1위를 차지하였다. 빌리지 보이스에서 매년 미국 전역의 음악 평론가들에게 실시하는 설문 조사 패즈 & 잡에서는 1155포인트를 획득하며 1위에 올랐다. BBC와 업록스가 각각 35명과 200명에 가까운 비평가들을 상대로 한 설문 조사에서도 366점과 395점을 얻으면서 1위에 자리잡았다.

## 트랙 리스트
| #            | 제목                     | 작사·작곡                                         | 재생 시간 |
| ------------ | ------------------------ | ------------------------------------------------- | --------- |
| 1.           | 〈Slow Burn〉            | Musgraves Tashian Fitchuk                         | 4:06      |
| 2.           | 〈Lonely Weekend〉       | Musgraves Tashian Fitchuk                         | 3:46      |
| 3.           | 〈Butterflies〉          | Musgraves Luke Laird Natalie Hemby                | 3:39      |
| 4.           | 〈Oh, What a World〉     | Musgraves Tashian Fitchuk                         | 4:01      |
| 5.           | 〈Mother〉               | Musgraves Tashian Fitchuk                         | 1:18      |
| 6.           | 〈Love Is a Wild Thing〉 | Musgraves Tashian Fitchuk                         | 4:16      |
| 7.           | 〈Space Cowboy〉         | Musgraves Laird Shane McAnally                    | 3:36      |
| 8.           | 〈Happy & Sad〉          | Musgraves Tashian Fitchuk                         | 4:03      |
| 9.           | 〈Velvet Elvis〉         | Musgraves Luke Dick Hemby                         | 2:34      |
| 10.          | 〈Wonder Woman〉         | Musgraves Jesse Frasure Hillary Lindsey Amy Wadge | 4:00      |
| 11.          | 〈High Horse〉           | Musgraves Tommy Schleiter Trent Dabbs             | 3:33      |
| 12.          | 〈Golden Hour〉          | Musgraves Tashian Fitchuk                         | 3:18      |
| 13.          | 〈Rainbow〉              | Musgraves Hemby McAnally                          | 3:34      |
| 총 재생 시간 | 총 재생 시간             | 총 재생 시간                                      | 45:44     |

| #            | 제목                            | 작사·작곡                       | 재생 시간 |
| ------------ | ------------------------------- | ------------------------------- | --------- |
| 14.          | 〈Merry Go 'Round〉             | Musgraves Osborne McAnally      | 3:28      |
| 15.          | 〈Follow Your Arrow〉           | Musgraves Brandy Clark McAnally | 3:21      |
| 16.          | 〈High Horse〉 (Violents Remix) | Musgraves Schleiter Dabbs       | 3:43      |
| 총 재생 시간 | 총 재생 시간                    | 총 재생 시간                    | 56:11     |

## 발매 이력
| 지역 | 날짜            | 포맷                               | 레이블             | 출처   |
| ---- | --------------- | ---------------------------------- | ------------------ | ------ |
| 미국 | 2018년 3월 30일 | CD 디지털 다운로드 스트리밍 바이닐 | MCA 내슈빌         | [ 29 ] |
| 일본 | 2018년 7월 4일  | CD (보너스 트랙)                   | 유니버셜 뮤직 재팬 | [ 28 ] |